# Karl Bartl
Karl Bartl (* 12. September 1884; † 11. Mai 1946 in Cheb, Tschechoslowakei) war ein tschechoslowakischer Politiker (Sudetendeutsche Partei) deutscher Nationalität. Er war von 1937 bis 1938 Abgeordneter des Tschechoslowakischen Abgeordnetenhauses.

## Leben und Werk
Bartl war Schneider von Beruf und als solcher in Franzensbad ansässig. Nach der Gründung der SdP wurde er deren Mitglied und stellte sich 1935 zur Wahl. Er zog erst nach dem Tod von Eduard Löhnert 1937 in das Abgeordnetenhaus ein. Nach der deutschen Besetzung des Sudetenlandes infolge des Münchner Abkommens erlosch sein Mandat am 30. Oktober 1938.
Unmittelbar nach Ende des Zweiten Weltkrieges wurde Axmann in Cheb inhaftiert. Ihm wurde vorgeworfen, dass er sich im Zuge der deutschen Besetzung des Sudetenlandes 1938 an der Verhaftung sudetendeutscher Kommunisten und Sozialdemokraten beteiligt und diese misshandelt hatte. Er starb nach einem Jahr in Haft.